# 추반인

2010년 인구조사 기준 추반인의 분포

추반인(чуванцы, Chuvans)은 러시아령 시베리아 극동의 소수민족이다. 인구는 2020년 기준 900명으로 대부분 축치 자치구 내에 거주한다. 1990년대 민족학자들의 현장 조사를 통해 이 지역의 작은 마을이나 순록 몰이를 하는 툰드라 지역에서 추반인의 정체성을 가진 사람들이 발견되었다.
유카기르인의 일파로, 17세기에 아나디르 강과 아뉴이 강의 상류 지류를 따라 돌아다니며 사냥, 낚시, 순록 사육에 종사했다. 18세기 일부 추반인은 축치인의 공격을 받고 콜리마강으로 후퇴하여 그곳에서 러시아화되었으며, 나머지 추반인은 주변의 코랴크인과 축치인에 동화되었다. 이들의 고유 언어이던 유카기르어족 계통의 추반어는 1900년대 초 이미 사멸한 것으로 추정된다.

## 같이 보기
- 추바나이 산맥
- 유카기르인